# Itsuki Yamada
Itsuki Yamada (山田 樹 Yamada Itsuki?), född 5 oktober 1990 i Kyoto prefektur, är en japansk fotbollsspelare.
Yamada började sin karriär 2013 i Albirex Niigata Singapore. Efter Albirex Niigata Singapore spelade han för Lao Toyota FC, Customs United FC och Blaublitz Akita.